# Отрада (Одесская область)
Отра́да (укр. Відра́да) — село, относится к Балтскому району Одесской области Украины.
Население по переписи 2001 года составляло 43 человека. Почтовый индекс — 66161. Телефонный код — 4866. Код КОАТУУ — 5120680803.

## Местный совет
66161, Одесская обл., Балтский р-н, с. Белино